# Xysticus elegans
Espèce
Synonymes
- Xysticus limbatus Keyserling, 1880
- Xysticus borealis Keyserling, 1884

Xysticus elegans est une espèce d'araignées aranéomorphes de la famille des Thomisidae.

## Distribution
Cette espèce se rencontre au Canada en Colombie-Britannique, en Alberta, en Saskatchewan, au Manitoba, en Ontario, au Québec, au Nouveau-Brunswick, en Nouvelle-Écosse et à Terre-Neuve et aux États-Unis en Alaska, au Maine, au New Hampshire, au Vermont, au Massachusetts, au Connecticut, dans l'État de New York, au New Jersey, en Pennsylvanie, au Maryland, à Washington, en Virginie-Occidentale, en Ohio, au Michigan, en Indiana, en Illinois, au Wisconsin, au Minnesota, en Iowa, au Dakota du Nord, au Nebraska, au Kansas, au Colorado, au Nouveau-Mexique, au Texas, au Missouri, au Kentucky et en Géorgie,.

## Description
Le mâle holotype mesure 5,3 mm.
Le mâle décrit par Gertsch en 1939 mesure 6,40 mm et la femelle 8,70 mm.

## Publication originale
- Keyserling, 1880 : Die Spinnen Amerikas, I. Laterigradae. Nürnberg, vol. 1, p. 1-283 (texte intégral).